# قائمة الحوادث الإرهابية في سوريا 2017
| تفاصيل الهجوم            | موقع الهجوم     | تاريخ الهجوم | ضحايا الهجوم | الجهة منفذة العملة | المصادر |
| ------------------------ | --------------- | ------------ | ------------ | ------------------ | ------- |
| تفجير طرطوس يناير 2017   | الكورنيش الغربي | 1 يناير 2017 | 2            | تنظيم الدولة       |         |
| تفجير جبلة 2017          | الملعب البلدي   | 5 يناير 2017 | 11           | مجهول              |         |
| تفجيرات دمشق (آذار 2017) | مدينة دمشق      | 15 مارس 2017 |              |                    |         |